# Rock Creek (Clark Fork)
Der Rock Creek ist ein 80 km langer linker Nebenfluss des Clark Fork im US-Bundesstaat Montana.

## Flusslauf
Der Rock Creek entsteht am Zusammenfluss von West Fork und Middle Fork Rock Creek. Etwa 100 m oberhalb der Vereinigungsstelle mündet der Ross Fork Rock Creek in den West Fork. Der Rock Creek fließt in überwiegend nördlicher Richtung durch das Bergland. Dabei durchquert er den Lolo National Forest. Der Flusslauf liegt in den Countys Granite und Missoula. Der Montana Highway 102 folgt dem Fluss auf seiner gesamten Strecke. Der Rock Creek mündet schließlich knapp 30 km südöstlich von Missoula in den Clark Fork. Der Rock Creek Airport befindet sich 1,5 km östlich der Mündung auf der gegenüberliegenden Uferseite des Clark Fork. 
Der Middle Fork Rock Creek bildet den Hauptquellfluss des Rock Creek. Er hat seinen Ursprung in dem 2449 m hoch gelegenen Bergsee Little Johnson Lake. Dieser liegt unterhalb des Bitterroot Pass (2564 m) an der Nordflanke der Anaconda Range. Der Middle Fork Rock Creek strömt in nördlicher Richtung durch das Bergland und erreicht nach 35 km den West Fork Rock Creek, mit welchem er sich zum Rock Creek vereinigt. Etwa 3 km davor trifft der East Fork Rock Creek von Osten kommend auf den Middle Fork Rock Creek. Der Oberlauf des Middle Fork Rock Creek liegt im Beaverhead-Deerlodge National Forest.

## Hydrologie
Der Rock Creek entwässert ein Areal von 2302 km². Der mittlere Abfluss beträgt 14,8 m³/s. Im Mai und im Juni führt der Fluss mit im Monatsmittel 43 bzw. 48 m³/s die größten Wassermengen.

## Fauna
Der Fluss ist ein beliebtes Ziel für Angler, insbesondere zum Fliegenfischen. Im Rock Creek kommen u. a. folgende Fischarten vor: Regenbogenforelle, Cutthroat-Forelle, Forelle, Stierforelle und Coregonus (whitefish).  